# カンサイタンポポ
カンサイタンポポ（関西蒲公英、Taraxacum japonicum）は、キク科タンポポ属の多年生植物。草地などに生える雑草。
セイヨウタンポポに比べて頭花が小さく、小花の数が少ない。総苞外片は反り返らず、角状突起はほとんどない。
タンポポは夜の温度が高いと朝の日光に当たり、開花するが、夜の温度が低いと日光が当たっても、気温が上昇しないと開花しない。この夜の気温の境目が、カンサイタンポポやシロバナタンポポといった在来種では約18℃であり、セイヨウタンポポでは13℃である。タンポポは開花後、約10時間で閉じる。なお田中修は、学校の教科書には「明るくなると開き、暗くなると閉じる」と説明されるが、タンポポの花が光の強弱に反応して開閉すると示した学術論文は国内外でも見当たらないとする。

## ギャラリー

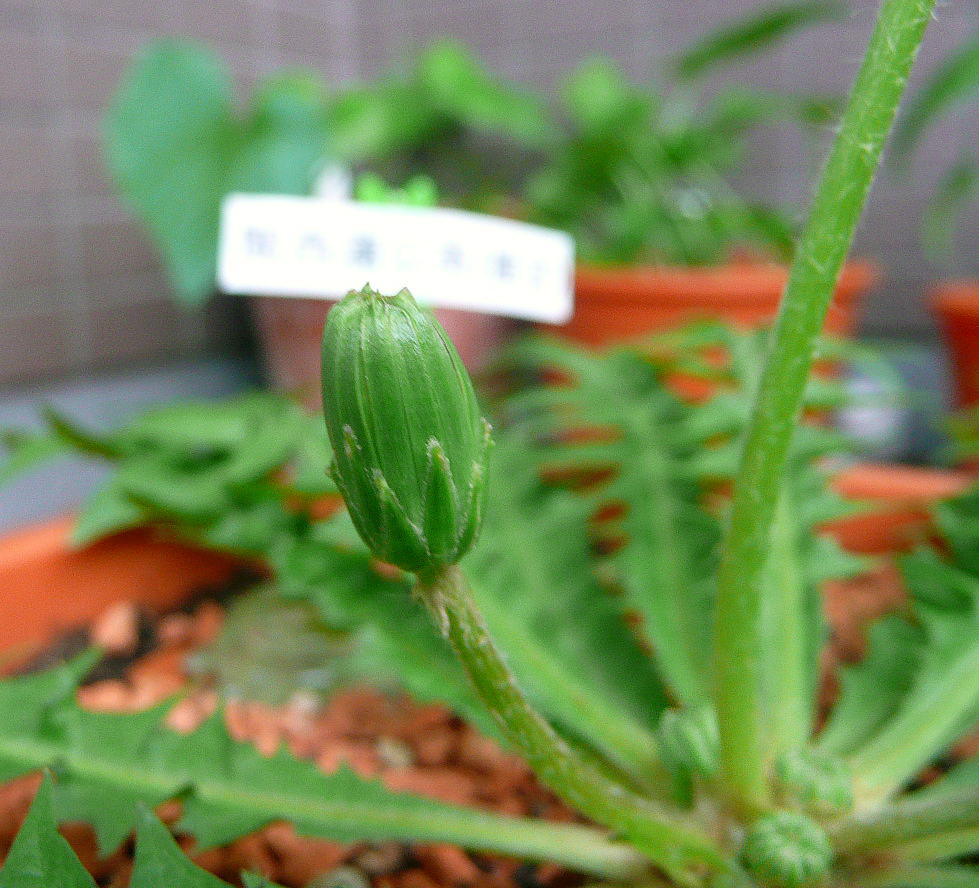
蕾
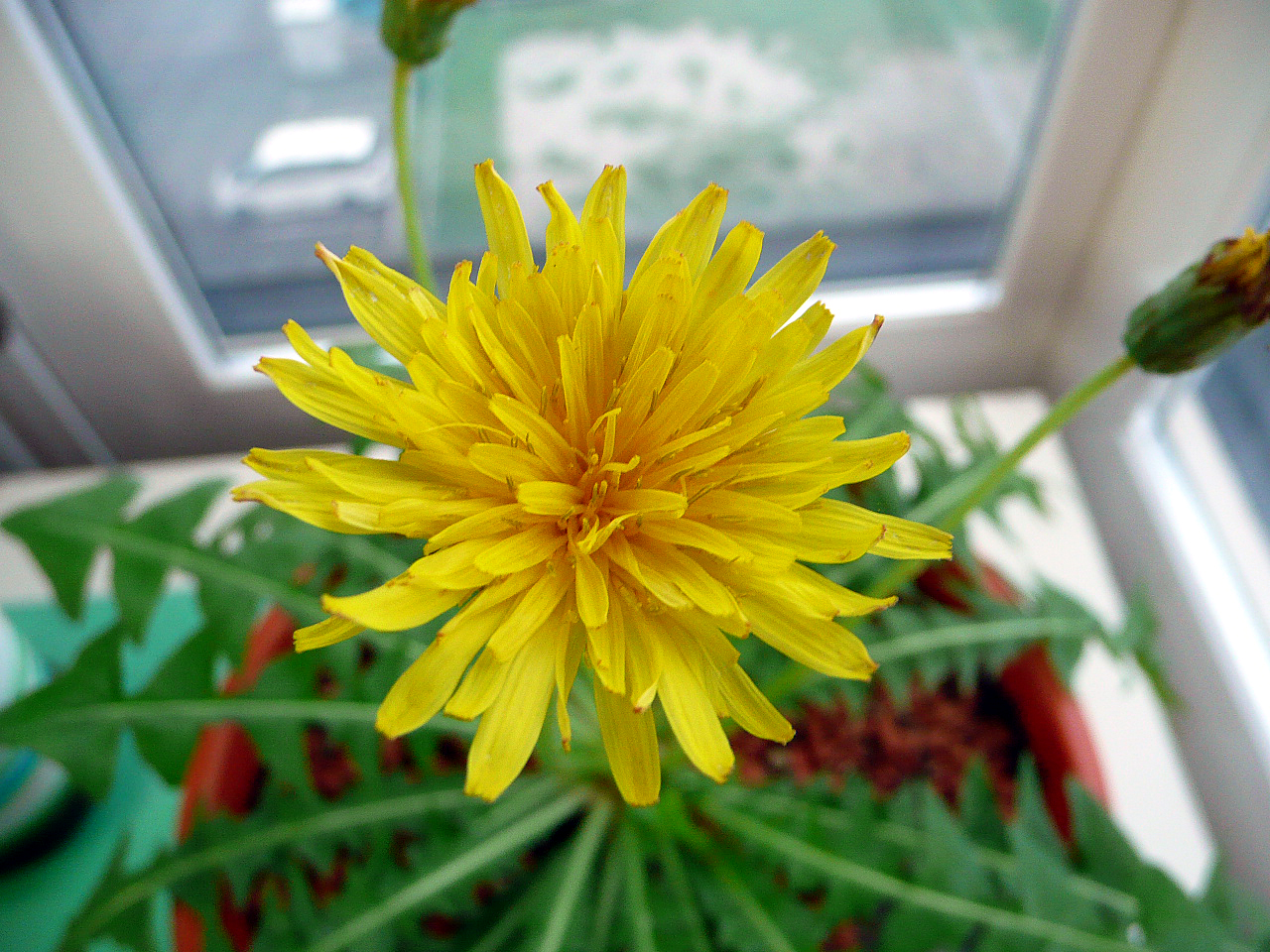
頭花